# 福祿壽放暑假
《福祿壽放暑假》（英語：Hot Fun Gods）是香港電視廣播有限公司製作的綜藝戲仿節目。本節目是《荃加福祿壽》為暑假準備的節目，福祿壽節目系列的第三輯。由阮兆祥（福）、王祖藍（祿）及李思捷（壽）擔任主持。本節目於2011年7月31日香港時間星期一至五22:30-23:00播出，節目播出後於myTV提供節目重溫。

## 節目內容
| 集數 | 播映日期 | 主題 | 內容                                                                    |
| 01   | 7月31日  | - 《花花世界縮骨姐》 - 《Oh Gal》鄭少秋 - 《地火公主-熱力節拍Wou Bom Ba》Hungry公主 - 《紅》張國榮 - 《鐵幕誘惑》郭富城 - 《拖踢》《勁抽福祿壽》主題曲 - 《宇宙最長》《荃加福祿壽宇宙最長演唱會》主題曲 - 《哈哈笑》 - 《Sat in the City》前傳 - 《兒童福祿壽廚神大賽》 - 趣劇《貧富懸殊》 | 惡搞節目： - 《花花世界花家姐》 - 《點解阿Sir係阿Sir》 - 《洪武三十二》 |

## 外部連結
- 《福祿壽放暑假》 - 主頁 - tvb.com （页面存档备份，存于）